# Catherine (Colorado)
Catherine es un lugar designado por el censo ubicado en el condado de Garfield en el estado estadounidense de Colorado. En el Censo de 2010 tenía una población de 228 habitantes y una densidad poblacional de 101,42 personas por km².

## Geografía
Catherine se encuentra ubicado en las coordenadas 39°24′14″N 107°8′42″O / 39.40389, -107.14500. Según la Oficina del Censo de los Estados Unidos, Catherine tiene una superficie total de 2.25 km², de la cual 2.25 km² corresponden a tierra firme y (0%) 0 km² es agua.

## Demografía
Según el censo de 2010, había 228 personas residiendo en Catherine. La densidad de población era de 101,42 hab./km². De los 228 habitantes, Catherine estaba compuesto por el 85.09% blancos, el 0.44% eran afroamericanos, el 0.44% eran amerindios, el 3.51% eran asiáticos, el 0% eran isleños del Pacífico, el 8.77% eran de otras razas y el 1.75% pertenecían a dos o más razas. Del total de la población el 18.86% eran hispanos o latinos de cualquier raza.